# Gagok-myeon, Danyang-gun
Gagok-myeon (koreanska: 가곡면) är en socken i den centrala delen av Sydkorea, 140 km öster om huvudstaden Seoul. Den ligger i kommunen Danyang-gun i provinsen Norra Chungcheong.